# Torre del Mar
Torre del Mar är en ort i Spanien.   Den ligger i provinsen Provincia de Málaga och regionen Andalusien, i den södra delen av landet, 400 km söder om huvudstaden Madrid. Torre del Mar ligger 6 meter över havet och antalet invånare är 21 759.
Terrängen runt Torre del Mar är kuperad norrut, men åt sydväst är den platt. Havet är nära Torre del Mar åt sydost.  Närmaste större samhälle är Vélez-Málaga, 4,4 km norr om Torre del Mar. 